# 錢汝誠

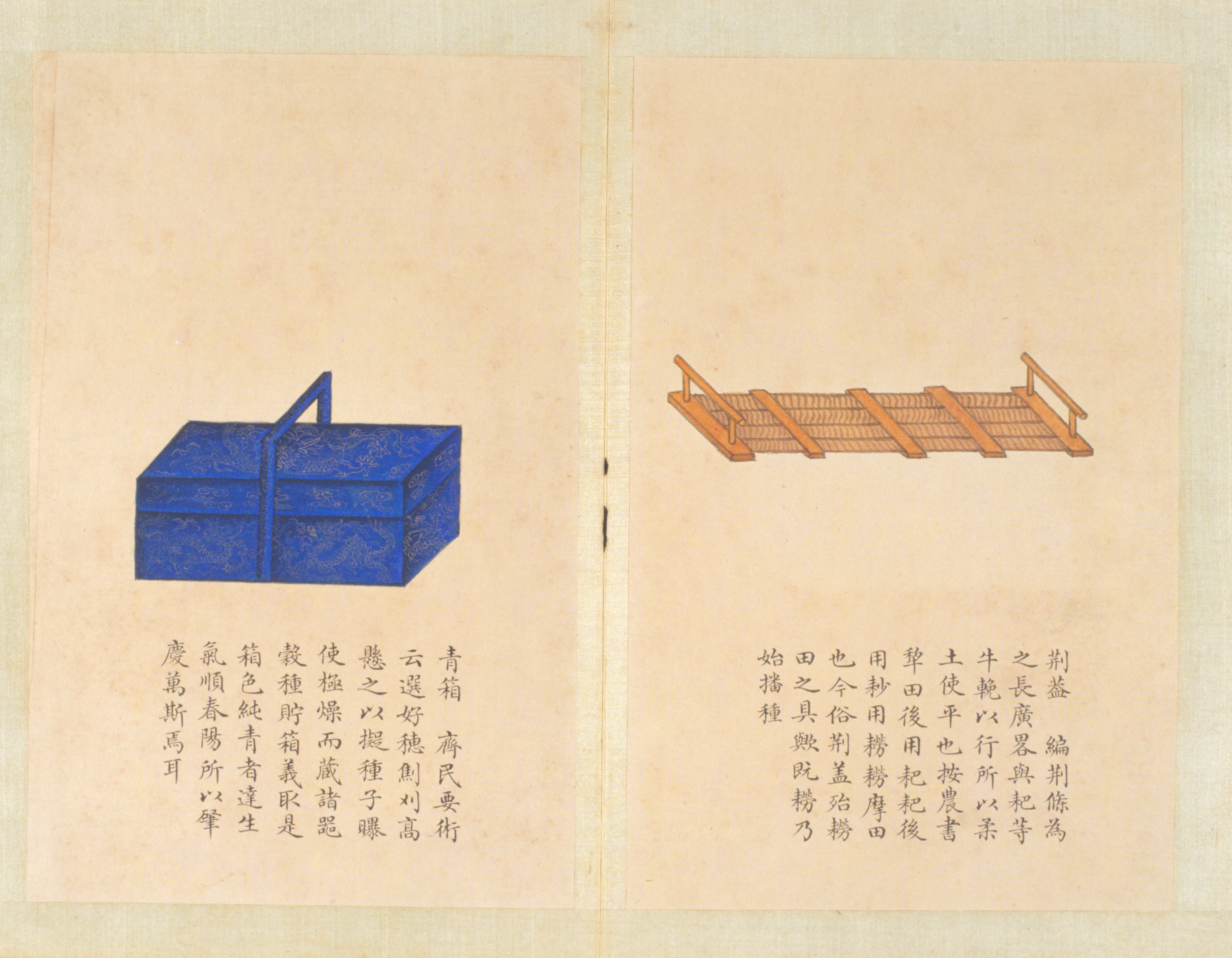
钱汝诚绘《益象征丰图》（北京故宫博物院藏）

錢汝誠（1722年—1779年），字立之，號東麓，浙江嘉兴海鹽人，清朝官員。

## 生平
乾隆十三年（1748年）戊辰科進士，选翰林院庶吉士，散馆授编修，入直南书房。擢内阁学士。历任兵部左侍郎、顺天府府尹、户部左侍郎、刑部左侍郎等职，充《四库全书》、《三通》馆副总裁。以文学知名，兼工画。

## 家族
錢鏐第二十七世孫、雍正、乾隆朝大臣錢陳群之子、女畫家陳書之孫。